# Jetmir Krasniqi
Jetmir Krasniqi (n. 1 ianuarie 1995) este un fotbalist profesionist care joacă pe postul de fundaș pentru clubul românesc FC Voluntari, fiind împrumutat de la echipa elvețiană Lugano și pentru echipa națională a provinciei Kosovo. El a jucat anterior pentru echipa națională a Elveției sub 21 de ani.

## Tinerețe
Krasniqi s-a născut la Klina, Iugoslavia din părinți albanezi kosovari. În 1998, în anul izbucnirii războiului din Kosovo, el și familia sa au plecat din Kosovo în Elveția. A jucat fotbal pentru Stade Nyonnais până în 2010, după care a ajuns la echipa de tineret a lui Lausanne-Sport, pentru care a debutat în campionat în 2014.

## Cariera pe echipe

### Lugano
La 15 ianuarie 2018. Krasniqi a semnat cu echipa din Superliga Elveției Lugano. La 10 februarie 2018, el și-a făcut debutul într-o victorie cu scorul de 1-0 împotriva Sionului, după ce a intrat ca pe teren în minutul 86 în locul lui Domen Črnigoj.

## Cariera la națională

### Elveția

#### Sub-20
La 4 septembrie 2014. Krasniqi și-a făcut debutul pentru Elveția U20 într-un meci 2014-2015, în cadrul turneului Celor Patru Națiuni  împotriva Poloniei U20, după ce a intrat în minutul 62 în locul lui Admir Seferagić.

#### Sub-21
La 18 noiembrie 2014, Krasniqi a debutat pentru Elveția U21 într-un meci amical cu Scoția U21, intrând în minutul 74 în locul lui Saidy Janko.

### Kosovo
La 23 mai 2018 Krasniqi a primit o convocare din partea statului Kosovo pentru un meci amical împotriva Albaniei și și-a făcut debutul după ce a intrat în minutul 68 în locul lui Mërgim Vojvoda.

## Statistici privind cariera

### Club
Până pe 13 mai 2018
| Club               | Sezon         | Campionat             | Campionat | Campionat | Cupă    | Cupă   | Continental | Continental | Alte    | Alte   | Total   | Total  |
| Club               | Sezon         | Divizie               | Meciuri   | Goluri    | Meciuri | Goluri | Meciuri     | Goluri      | Meciuri | Goluri | Meciuri | Goluri |
| ------------------ | ------------- | --------------------- | --------- | --------- | ------- | ------ | ----------- | ----------- | ------- | ------ | ------- | ------ |
| Lausanne-Sport     | 2014-2015     | A Doua Ligă Elvețiană | 26        | 0         | 1       | 0      | -           | -           | -       | -      | 27      | 0      |
| Lausanne-Sport     | 2015-2016     | A Doua Ligă Elvețiană | 5         | 0         | 1       | 0      | -           | -           | -       | -      | 6       | 0      |
| Lausanne-Sport     | Total         | Total                 | 31        | 0         | 2       | 0      | -           | -           | -       | -      | 33      | 0      |
| Le Mont (împrumut) | 2016-2017     | A Doua Ligă Elvețiană | 28        | 0         | 2       | 0      | -           | -           | -       | -      | 30      | 0      |
| Le Mont (împrumut) | Total         | Total                 | 28        | 0         | 2       | 0      | -           | -           | -       | -      | 30      | 0      |
| Chiasso            | 2017-2018     | A Doua Ligă Elvețiană | 16        | 0         | 2       | 0      | -           | -           | -       | -      | 18      | 0      |
| Chiasso            | Total         | Total                 | 16        | 0         | 2       | 0      | -           | -           | -       | -      | 18      | 0      |
| Lugano             | 2017-2018     | Superliga Elvețiană   | 8         | 1         | 0       | 0      | -           | -           | -       | -      | 8       | 1      |
| Lugano             | Total         | Total                 | 8         | 1         | 0       | 0      | -           | -           | -       | -      | 8       | 1      |
| Total carieră      | Total carieră | Total carieră         | 83        | 1         | 6       | 0      | -           | -           | -       | -      | 89      | 1      |